# Nicolas Vereecken
Nicolas Vereecken (Beveren, 21 de febrer de 1990) és un ciclista belga que competeix professionalment des del 2013. Actualment milita a l'equip Roubaix Lille Métropole.

## Palmarès
- 2008
  - 1r a la Sint-Martinusprijs Kontich
- 2010
  - 1r al Memorial Danny Jonckheere
- 2013
  - 1r a la Topcompétition
  - 1r a la Stadsprijs Geraardsbergen
- 2015
  - 1r a la Topcompétition
  - Vencedor d'una etapa al Tour de Normandia
- 2016
  - Vencedor d'una etapa al Circuit de les Ardenes